# Cryptocarya melanocarpa
Cryptocarya melanocarpa är en lagerväxtart som beskrevs av B.P.M. Hyland. Cryptocarya melanocarpa ingår i släktet Cryptocarya och familjen lagerväxter. Inga underarter finns listade i Catalogue of Life.